# Administrativní dělení Paraguaye

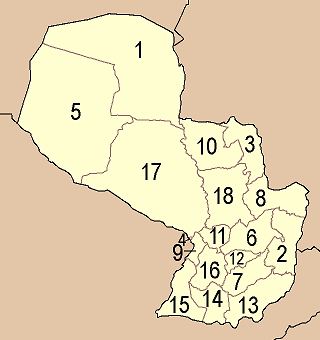
departementy Paraguaye

Paraguay je unitární stát v Jižní Americe. Sousedí s Argentinou, Brazílií a Bolívií. Z územně-správního hlediska je rozdělen na 17 departementů a zvláštní obvod hlavního města Asunción. Rozloha Paraguaye činí 406 752 km², v roce 2022 zde žilo přibližně 6 110 00 obyvatel a průměrná hustota zalidnění byla 15,02 obyvatel/km².
Řeka Paraguay protíná stát zhruba na dvě poloviny. Osídlení těchto dvou částí státu je značně rozdílné. Zatímco více než 60% území států leží na pravém břehu v regionu Gran Chaco a je rozděleno do 3 departementů, žije zde jen 3,5% obyvatelstva. 40% území státu leží na levém břehu řeky, je rozděleno do 14 departementů a zvláštního obvodu hlavního města a žilo zde 96,5% paraguayské populace.
| číslo | Departement      | Hlavní město         | 3166-2 kód | Rozloha [km²] | % rozlohy státu | Obyvatelstvo (2022) | % obyvatel státu | hustota zalidnění (obyv./km²) |
| ----- | ---------------- | -------------------- | ---------- | ------------- | --------------- | ------------------- | ---------------- | ----------------------------- |
| 1     | Alto Paraguay    | Fuerte Olimpo        | PY-16      | 82 349        | 20,25%          | 17 608              | 0,29%            | 0,21                          |
| 2     | Alto Paraná      | Ciudad del Este      | PY-10      | 14 895        | 3,66%           | 784 839             | 12,85%           | 52,69                         |
| 3     | Amambay          | Pedro Juan Caballero | PY-13      | 12 933        | 3,18%           | 173 770             | 2,84%            | 13,44                         |
| 4     | Asunción         | Asunción             | PY-ASU     | 117           | 0,029%          | 477 346             | 7,81%            | 4079,88                       |
| 5     | Boquerón         | Filadelfia           | PY-19      | 91 669        | 22,54%          | 68 595              | 1,12%            | 0,75                          |
| 6     | Caaguazú         | Coronel Oviedo       | PY-5       | 11 474        | 2,82%           | 430 142             | 7,04%            | 37,49                         |
| 7     | Caazapá          | Caazapá              | PY-6       | 9 496         | 2,33%           | 140 060             | 2,29%            | 14,75                         |
| 8     | Canindeyú        | Salto del Guairá     | PY-14      | 14 667        | 3,61%           | 189 128             | 3,10%            | 12,89                         |
| 9     | Central          | Areguá               | PY-11      | 2 465         | 0,61%           | 1 866 562           | 30,55%           | 757,23                        |
| 10    | Concepción       | Concepción           | PY-1       | 18 051        | 4,44%           | 204 536             | 3,35%            | 11,33                         |
| 11    | Cordillera       | Caacupé              | PY-3       | 4 948         | 1,22%           | 271 475             | 4,44%            | 54,87                         |
| 12    | Guairá           | Villarrica           | PY-4       | 3 846         | 0,95%           | 180 121             | 2,95%            | 46,83                         |
| 13    | Itapúa           | Encarnación          | PY-7       | 16 525        | 4,06%           | 436 966             | 7,15%            | 26,44                         |
| 14    | Misiones         | San Juan Bautista    | PY-8       | 9 556         | 2,35%           | 114 542             | 1,87%            | 11,99                         |
| 15    | Ñeembucú         | Pilar                | PY-12      | 12 147        | 2,99%           | 85 749              | 1,40%            | 7,06                          |
| 16    | Paraguarí        | Paraguarí            | PY-9       | 8 705         | 2,14%           | 199 430             | 3,26%            | 22,91                         |
| 17    | Presidente Hayes | Villa Hayes          | PY-15      | 72 907        | 17,92%          | 126 880             | 2,08%            | 1,74                          |
| 18    | San Pedro        | San Pedro            | PY-2       | 20 002        | 4,92%           | 341 895             | 5,60%            | 17,09                         |
|       | Paraguay         | Asunción             |            | 406 752       |                 | 6 109 644           |                  | 15,02                         |